# Koningspalm
De koningspalm (Roystonea regia) is een rechtopstaande, tot 25 meter hoge palm. De stam van deze palm is ongewoon glad, doordat oude bladeren volledig worden afgestoten. Dit heeft als gevaar dat passanten een blad van wel 20 kg op hun hoofd kunnen krijgen.
De bladeren zijn geveerd, tot 3,5 m lang, steil oprijzend tot afstaand of iets omlaagstaand en boogvormig overhangend. De bloeiwijzen groeien onder de gladde, groene, aan de basis iets verdikte bladschedenbundel. De bloemen zijn geelwit en groeien in grote, sterk vertakte pluimen. De bolvormige, 1 cm grote vruchten rijpen van groen via rood naar zwart.
De koningspalm komt van nature voor op Cuba en in Florida. Aanvankelijk werd de vorm uit Florida als
Roystonea elata tot een aparte soort gerekend. De palm wordt vooral in tropisch Amerika in parken aangeplant. Op Cuba geldt de koningspalm als indicator voor vruchtbare bodems. De gebieden waar hij van nature voorkwam zijn daarom bijna volledig tot akkers ontgonnen. Vanwege zijn elegante groeivorm wordt de koningspalm meestal ontzien, waardoor hij niet zeldzaam is geworden. Op Cuba wordt de palm gezien als nationaal symbool; een afbeelding ervan staat daarom in het wapen van Cuba.

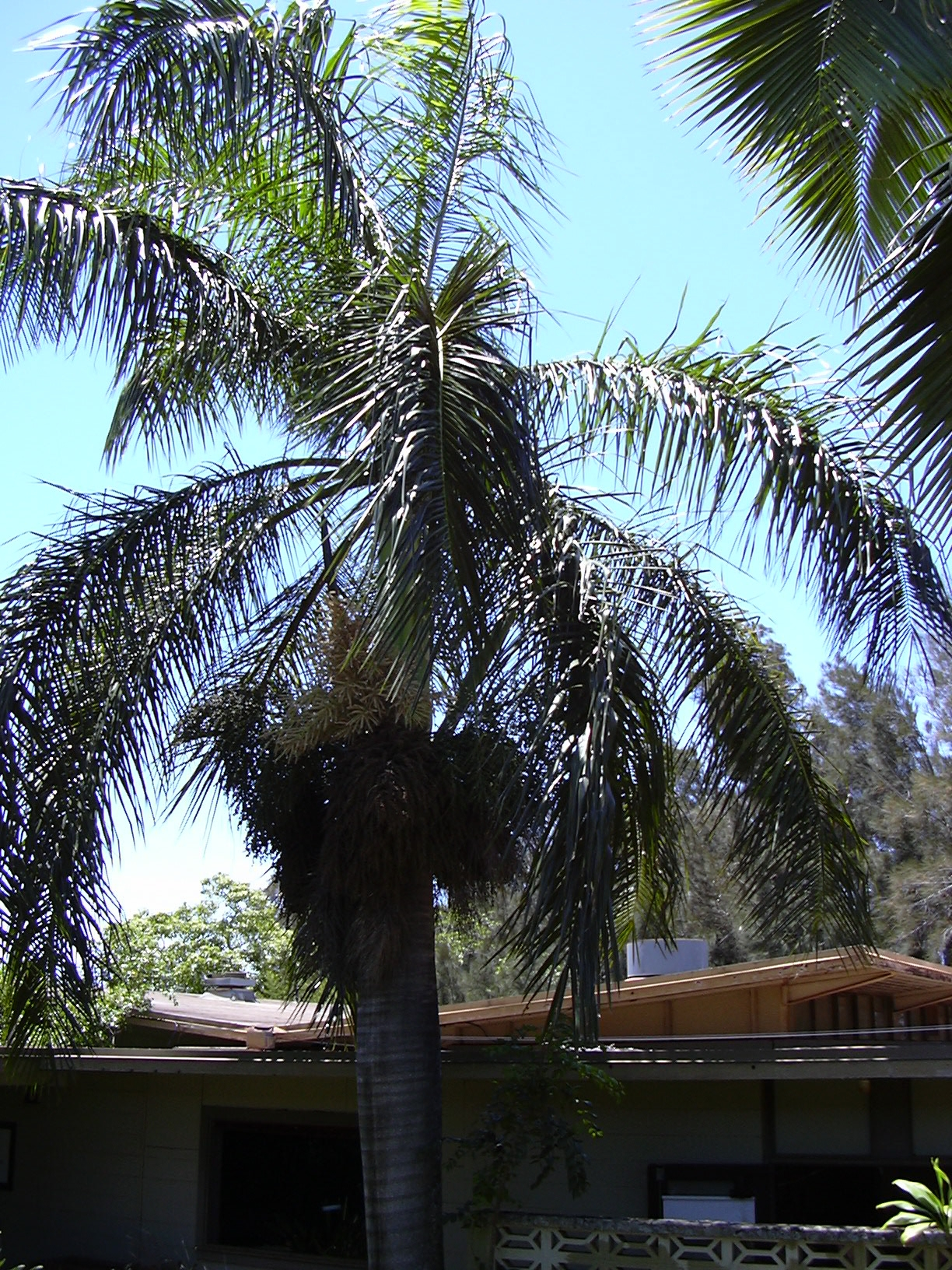
Koningspalm op Hawaï
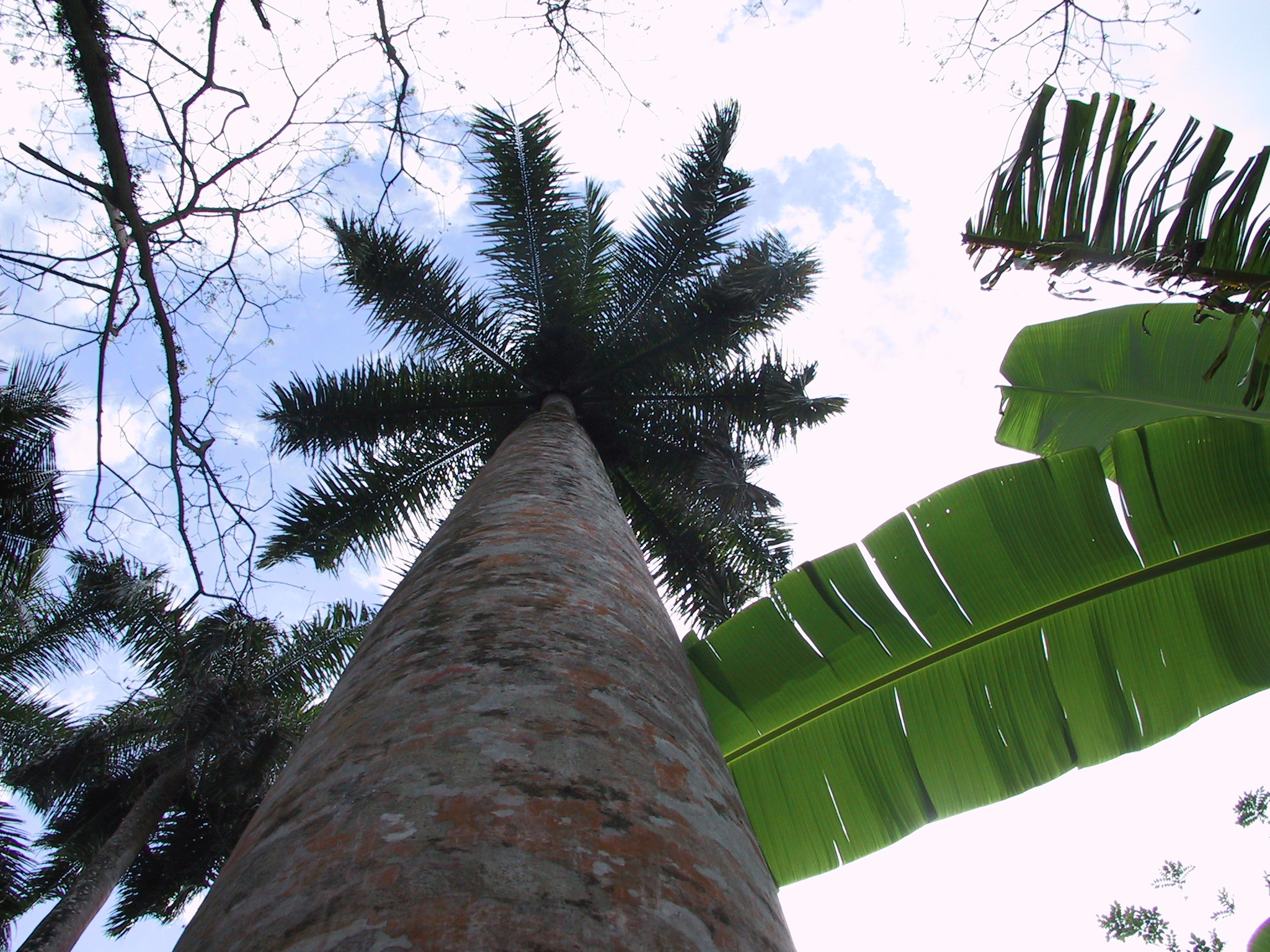
Cuba (Baracoa)

| Mediabestanden Commons heeft media  bestanden in de categorie Roystonea regia . |